# Jorge Fernández Lucas
Jorge Fernández Lucas (Cuenca, Castilla-La Mancha; 3 de enero de 1992) es un futbolista español. Juega como extremo izquierdo y su equipo actual es el CD Castellón de la Segunda División de España.

## Carrera deportiva
Nacido en la ciudad de Cuenca, Jorge empezó su carrera como futbolista en el filial de la UB Conquense, ascendiendo al primer equipo en 2011, donde estuvo hasta el año 2014, cuando fichó por La Roda CF.
Pasando por el Coruxo FC y el CF Talavera, Jorge volvió al equipo donde empezó su carrera como futbolista, la UB Conquense, donde estuvo un año.
En 2019, se convirtió en el primer refuerzo del CD Castellón, club con el que acabaría ascendiendo a la Segunda División de España esa misma temporada.
El 12 de septiembre de 2020, Jorge debutó profesionalmente con el CD Castellón, empezando de titular en una victoria contra la SD Ponferradina.

## Clubes
| Club         | País   | Año             |
| ------------ | ------ | --------------- |
| UB Conquense | España | 2011-2014       |
| La Roda CF   | España | 2014-2015       |
| Coruxo FC    | España | 2015-2017       |
| CF Talavera  | España | 2017-2018       |
| UB Conquense | España | 2018-2019       |
| CD Castellón | España | 2019-Actualidad |